# Toturit
Das Mineral Toturit ist ein sehr seltenes Inselsilikat aus der Obergruppe der Granate mit der Endgliedzusammensetzung Ca3Sn2Fe2SiO12. Es kristallisiert im kubischen Kristallsystem mit der Struktur von Granat und findet sich in schmalen Zonen oder kleinen Flecken in Umwandlungsprodukten von Zirkon oder Kimzeyit-Kerimasit-reichen Granaten.
Toturit ist bislang (2022) nur in seiner Typlokalität nachgewiesen worden, einem Kalksilikat-Xenolithen aus einem Ignimbrit von Berg Lakargi, Chegem Caldera in der nordkaukasischen Republik Kabardino-Balkarien in Russland.

## Etymologie und Geschichte
Künstlich erzeugte zinnreiche Granate mit bis zu 26 Gew-% SnO2 treten zusammen mit Kassiterit in Schlacken aus der Zinnverhüttung auf.
Natürliche zinnhaltige Granate sind sehr selten. In wenigen zinnführenden Skarnen wurden Andradite mit bis zu 5,8 Gew-% SnO2 gefunden und in den sanidinitfaziellen Kalk-Silikat-Fremdgesteinseinschlüssen des Ignimbrites der Chegem Caldera konnten die Sn-Granate Bitikleit, Dzhuluit und Irinarassit nachgewiesen werden. In diesem Xenolith entdeckte die Arbeitsgruppe um Galuskina einen Sn-Fe-Silikatgranat. Sie benannten das neue Mineral einerseits nach dem Fluss Totur im Dorf Eltyubyu nahe der Fundstelle, andererseits nach dem balkarischen Gott und Krieger der Antike Totur.

## Klassifikation
Die aktuelle Klassifikation der International Mineralogical Association (IMA) zählt den Toturit zur Granat-Obergruppe, wo er zusammen mit Kimzeyit, Hutcheonit, Schorlomit, Kerimasit und Irinarassit die Schorlomit-Gruppe mit 10 positiven Ladungen auf der tetraedrisch koordinierten Gitterposition bildet.
Da der Toturit erst 2009 als eigenständiges Mineral anerkannt wurde, ist er weder in der seit 1977 veralteten 8. Auflage noch in der von der IMA zuletzt 2009 aktualisierten 9. Auflage der Mineralsystematik nach Hugo Strunz verzeichnet. Auch die vorwiegend im englischen Sprachraum gebräuchliche Systematik der Minerale nach Dana kennt den Toturit noch nicht.
Im zuletzt 2018 überarbeiteten „Lapis-Mineralienverzeichnis“, das sich im Aufbau noch nach der alten Form der Systematik von Karl Hugo Strunz richtet, erhielt das Mineral die System- und Mineralnummer VIII/A.08-180. In der Lapis-Systematik entspricht dies der Klasse der „Silikate“ und dort der Abteilung „Inselsilikate mit [SiO4]-Gruppen“, wo Toturit zusammen mit Almandin, Andradit, Calderit, Eltyubyuit, Eringait, Goldmanit, Grossular, Henritermierit, Holtstamit, Hutcheonit, Irinarassit, Jeffbenit, Katoit, Kerimasit, Kimzeyit, Knorringit, Majorit, Menzerit-(Y), Momoiit, Morimotoit, Pyrop, Schorlomit, Spessartin, Uwarowit und Wadalit die „Granatgruppe“ mit der Systemnummer VIII/A.08 bildet.
Die von der Mineraldatenbank „Mindat.org“ weitergeführte Strunz-Klassifikation in der 9. Auflage ordnet den Toturit in die Klasse der „Silikate und Germanate“ und dort in die Abteilung der „Inselsilikate“ ein. Diese ist weiter unterteilt nach der möglichen Anwesenheit zusätzlicher Anionen und der Koordination der beteiligten Kationen, so dass das Mineral entsprechend seiner Zusammensetzung und seinem Aufbau in die Unterabteilung „Inselsilikate ohne zusätzliche Anionen; Kationen in oktaedrischer [6]er- und gewöhnlich größerer Koordination“ (englisch Nesosilicates without additional anions; cations in [6] and/or greater coordination), wo er zusammen mit Almandin, Andradit, Blythit, Calderit, Eltyubyuit, Goldmanit, Grossular, Henritermierit, Holtstamit, Hutcheonit, Hydrougrandit, Irinarassit, Kerimasit, Kimzeyit, Knorringit, Khoharit, Majorit, Menzerit-(Y), Midbarit, Momoiit, Morimotoit, Nikmelnikovit, Pyrop, Rubinit, Schorlomit, Skiagit, Spessartin, Eringait, Uwarowit, Wadalit und Yamatoit eine unbenannte Gruppe mit der Systemnummer 9.AD.25 bildet (vergleiche dazu auch gleichnamige Unterabteilung in der Klassifikation nach Strunz (9. Auflage)).

## Chemismus
Toturit ist das Sn-Analog von Schorlomit und bildet komplexe Mischkristalle vor allem mit Kerimasit, Schorlomit sowie Dzhuluit. In der Typlokalität tritt Toturit in zwei Variationen mit folgenden empirischen Zusammensetzungen auf:
- [X](Ca3,016Mn2+0,004)[Y](Sn4+1,731Zr4+0,083Ti4+0,066U6+0,043Sc3+0,045Nb5+0,009)[Z](Fe3+1,353Al0,644Si0,558Ti4+0,438Fe2+0,007)O12,
- [X](Ca2,989Fe2+0,011)[Y](Sn4+1,463Sb5+0,325Ti4+0,193Zr4+0,013Mg2+0,003Nb5+0,002Cr3+0,001)[Z](Fe3+1,633Al0,609Si0,552Ti4+0,166Fe2+0,039V5+0,001)O12[3]

wobei mit [X], [Y] und [Z] die Positionen in der Granatstruktur angegeben sind.
Die Zusammensetzungen der Mischkristalle können mit verschiedenen Kombinationen von Endgliedern ausgedrückt werden. So besteht eine weitgehende Mischbarkeit von Toturit mit Schorlomit und Kerimasit entsprechend den Austauschreaktionen
- [Y]Sn4+ = [Y](Ti,Zr)4+ (Schorlomit, Kerimasit)

sowie den Al3+ Mineralen der Schorlomit-Gruppe Irinarassit, Hutcheonit und Kimzeyit entsprechend der Austauschreaktion
- [Z]Al3+ = [Z]Fe3+.

Darüber hinaus enthält Toturit auf bis zu 16 % der oktaedrisch koordinierten Y-Position Antimon (Sb5+), entsprechend einer Mischkristallbildung mit Ferrit-Granaten der Bitikleit-Gruppe mit der Austauschreaktion
- [Y]Sn4+ + [Z]Si4+ = [Y]Sb5+ + [Z](Fe,Al)3+ (Dzhuluit/Bitikleit).

Die Ti-Gehalte auf der Z-Position können als Beimischung eines bislang nur synthetisch bekannten Ti-Analogs von Irinarassit, [X]Ca3[Y]Sn4+2[Z](Al2Ti4+)O12 bzw. dessen Fe-Analog entsprechend der Austauschreaktion
- [Z]Si4+ = [Z]Ti4+

beschrieben werden.

## Kristallstruktur
Toturit kristallisiert mit kubischer Symmetrie in der Raumgruppe Ia3d (Raumgruppen-Nr. 230) mit 8 Formeleinheiten pro Elementarzelle. Der natürliche Mischkristall aus der Typlokalität hat dem Gitterparameter a = 12,55 Å.
Die Struktur ist die von Granat. Calcium (Ca2+) besetzt die dodekaedrisch von 8 Sauerstoffionen umgebenen X-Positionen, Zinn (Sn4+) die oktaedrisch von 6 Sauerstoffionen umgebene Y-Position und die tetraedrisch von 4 Sauerstoffionen umgebenen Z-Position ist mit Eisen (Fe3+) und Silicium (Si4+) besetzt.

## Bildung und Fundorte

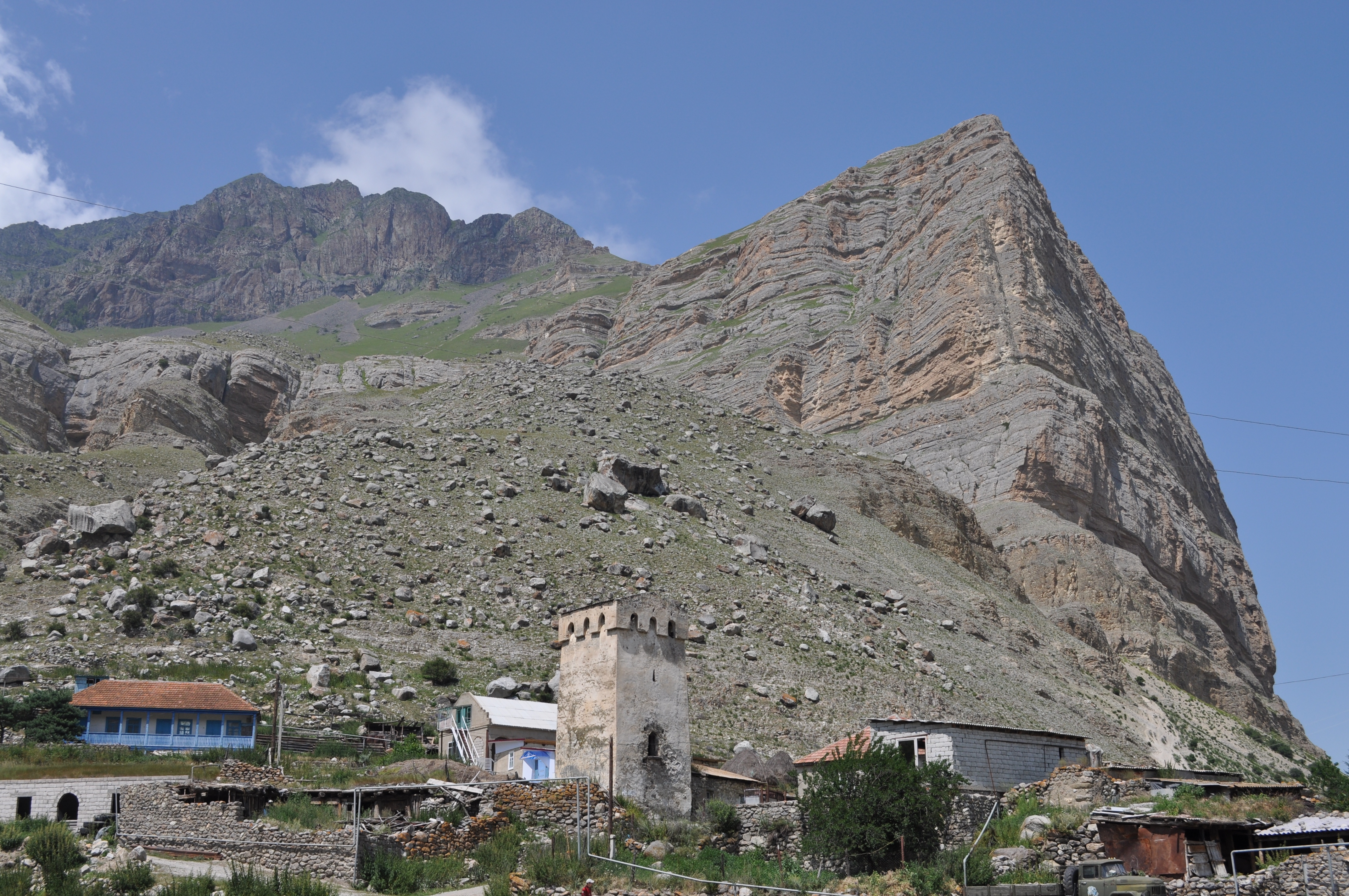
Das Dorf Eltyubyu im Chegem Distrikt, Ausgangspunkt der Touren zum Berg Lakargi.

Toturit bildet sich bei niedrigem Druck und hohen Temperaturen um 800–1000 °C in kontaktmetamorphen, Sn-führenden Skarnen, aufgewachsen auf Umwandlungsprodukten von Zirkon oder als schmale Zonen in Kerimasit.
Die Typlokalität von Toturit ist ein carbonatreicher Xenolith im Ignimbrit von Berg Lakargi, Chegem Caldera in der nordkaukasischen Republik Kabardino-Balkarien in Russland. Hier tritt Toturit in der Larnit-Cuspidin-Zone des Xenolith Nummer 3 am Kontakt zum Ignimbrit auf. Begleitminerale sind Kerimasit-Kimzeyit-Mischkristalle, Lakargiit, Tazheranit, Andradit, Wadalit und Cuspidin.